# カイル・ブランクス
カイル・ナサニエル・ブランクス (Kyle Nathaniel Blanks, 1986年9月11日 - ) は、アメリカ合衆国・ペンシルベニア州セラーズビル出身の元プロ野球選手（一塁手・外野手）。右投右打。

## 経歴

### パドレス時代
2004年のMLBドラフトでサンディエゴ・パドレスから42巡目（全体1241位）指名され、5月28日に契約。
2005年、傘下のルーキー級アリゾナリーグ・パドレスでプロデビュー。48試合に出場し、打率.299、7本塁打、30打点、3盗塁だった。
2006年はA級フォートウェイン・ウィザーズで86試合に出場し、打率.292、10本塁打、52打点、2盗塁だった。
2007年はA+級レイクエルシノア・ストームで119試合に出場し、打率.301、24本塁打、100打点、11盗塁だった。
2008年はAA級サンアントニオ・ミッションズで132試合に出場し、打率.325、20本塁打、107打点、5盗塁だった。
2009年はAAA級ポートランド・ビーバーズで開幕を迎え、66試合に出場。打率.283・12本塁打・38打点だった。6月19日にクリフ・フロイドが故障者リスト入りしたため、パドレスとメジャー契約を結んだ。同日のオークランド・アスレチックス戦でメジャーデビュー。9回に代打として出場したが、三振に終わった。その後は外野のバックアップとして定着したが、8月29日に右足の故障で15日間の故障者リスト入りし、そのままシーズンを終えた。この年は54試合に出場し、打率.250、10本塁打、22打点、1盗塁だった。
2010年3月3日にパドレスと1年契約に合意。三塁手のケビン・クーズマノフが1月にアスレチックスへ移籍したため、左翼手のチェイス・ヘッドリーが三塁に転向。空いた左翼のポジションを獲得することに成功したが、4月は打率.191と結果を残せず、5月に入っても打率1割台が続いた。5月20日に右肘の故障で15日間の故障者リスト入りし、7月28日にトミー・ジョン手術を受けることが必要となったため、7月29日に60日間の故障者リストへ異動した。その後は故障から復帰できず、そのままシーズンを終えた。この年は33試合に出場し、打率.157、3本塁打、15打点、1盗塁だった。
2011年2月27日にパドレスと1年契約に合意。3月29日に前年の手術の影響で15日間の故障者リスト入りした。4月26日に故障者リストから外れ、AA級サンアントニオへ降格した。7月22日にメジャーへ昇格。昇格後は左翼手の他、本職の一塁手としても起用された。この年は55試合に出場し、打率.229、7本塁打、26打点、2盗塁だった。
2012年3月8日にパドレスと1年契約に合意。開幕ロースター入りし、開幕後は主に代打として4試合に出場したが、4月14日に左肩の故障で15日間の故障者リスト入りした。5月2日に60日間の故障者リストへ異動し、残りのシーズンを全休した。この年は故障で4試合の出場にとどまり、打率.200に終わった。オフの11月2日に故障者リストから外れた。11月19日にパドレスと1年契約に合意した。
2013年3月29日にAAA級ツーソン・パドレスへ配属され、開幕を迎えた。開幕後はAAA級ツーソンで8試合に出場し、打率.296・1本塁打・4打点だった。4月14日にメジャーへ昇格。その後は外野と一塁のバックアップとして定着し、67試合に出場していたが、7月12日にアキレス腱炎で15日間の故障者リスト入りした。8月31日に復帰。この年は自己最多の88試合に出場し、打率.243、8本塁打、35打点、1盗塁だった。
2014年1月17日にパドレスと1年契約に合意した。3月29日にAAA級エル・パソ・チワワズへ配属され、開幕を迎えた。5月5日にメジャーへ昇格。昇格後は5試合に出場し、打率.200と結果を残せず、5月13日にAAA級へ降格した。

### アスレチックス時代
2014年5月15日にジェイク・ゴーバートとのトレードでアスレチックスへ移籍した。移籍後は一塁のバックアップとして起用されたが、6月24日に15日間の故障者リスト入りした。8月24日に60日間の故障者リストへ異動し、そのままシーズンを終えた。アスレチックスでは21試合に出場し、打率.333、2本塁打、7打点。2球団合計では26試合に出場し、打率.309、2本塁打、7打点だった。オフの11月28日に戦力外となり、12月2日にノンテンダーFAとなった。

### レンジャーズ時代
2014年12月16日にテキサス・レンジャーズとマイナー契約を結んだ。
2015年4月29日にメジャー昇格した。5月22日に毛巣洞のため15日間の故障者リスト入りし、6月11日に復帰したが、6月17日に両足のアキレス腱炎で再び15日間の故障者リスト入り、8月7日には60日間の故障者リストに移行した。8月27日にリハビリ登録のためAAA級ラウンドロック・エクスプレスに配属されたが、復帰することはなく、10月21日に40人枠から外れAAA級ラウンドロックに降格した。10月22日にFAとなった。

### ジャイアンツ傘下時代
2015年11月24日にサンフランシスコ・ジャイアンツとマイナー契約を結んだ。
2016年は怪我のため全休した。2017年5月25日にFAとなった。

### メキシカンリーグ時代
2017年6月13日にメキシカンリーグのモンクローバ・スティーラーズと契約を結んだ。6月22日にリリースされた。

## プレースタイル
巨漢の体格から、フランク・トーマスと比較する声もある。右打者であるが、マイナー時代は左投手よりも右投手に対して好成績を残している。
メジャー昇格後は主に左翼手を務めているが、本職は一塁手である。一塁のレギュラーに主砲のエイドリアン・ゴンザレスがいた頃は、パドレスがゴンザレスを放出すれば、即一塁手のレギュラーの座に収まるだろうと見込まれていた。だがゴンザレスがへボストン・レッドソックスへ移籍した2011年以降、ほぼ毎年のように故障に悩まされている。

## 詳細成績

### 年度別打撃成績
| 年 度    | 球 団    | 試 合 | 打 席 | 打 数 | 得 点 | 安 打 | 二 塁 打 | 三 塁 打 | 本 塁 打 | 塁 打 | 打 点 | 盗 塁 | 盗 塁 死 | 犠 打 | 犠 飛 | 四 球 | 敬 遠 | 死 球 | 三 振 | 併 殺 打 | 打 率 | 出 塁 率 | 長 打 率 | O P S |
| -------- | -------- | ----- | ----- | ----- | ----- | ----- | -------- | -------- | -------- | ----- | ----- | ----- | -------- | ----- | ----- | ----- | ----- | ----- | ----- | -------- | ----- | -------- | -------- | ----- |
| 2009     | SD       | 54    | 172   | 148   | 24    | 37    | 9        | 0        | 10       | 76    | 22    | 1     | 1        | 0     | 0     | 18    | 1     | 6     | 55    | 4        | .250  | .355     | .514     | .869  |
| 2010     | SD       | 33    | 120   | 102   | 14    | 16    | 6        | 1        | 3        | 33    | 15    | 1     | 0        | 0     | 0     | 15    | 0     | 3     | 15    | 1        | .157  | .283     | .324     | .607  |
| 2011     | SD       | 55    | 190   | 170   | 21    | 39    | 7        | 1        | 7        | 69    | 26    | 2     | 0        | 0     | 2     | 16    | 0     | 2     | 51    | 3        | .229  | .300     | .406     | .706  |
| 2012     | SD       | 4     | 6     | 5     | 0     | 1     | 0        | 0        | 0        | 1     | 2     | 2     | 2        | 0     | 2     | 1     | 0     | 0     | 2     | 1        | .200  | .333     | .200     | .533  |
| 2013     | SD       | 88    | 308   | 280   | 31    | 68    | 14       | 0        | 8        | 106   | 35    | 1     | 1        | 0     | 2     | 21    | 1     | 5     | 85    | 2        | .243  | .305     | .379     | .684  |
| 2014     | SD       | 5     | 10    | 10    | 1     | 2     | 0        | 0        | 0        | 2     | 0     | 0     | 0        | 0     | 0     | 0     | 0     | 0     | 3     | 0        | .200  | .200     | .200     | .400  |
| 2014     | OAK      | 21    | 56    | 45    | 9     | 15    | 1        | 0        | 2        | 22    | 7     | 0     | 0        | 0     | 1     | 8     | 0     | 2     | 13    | 3        | .333  | .446     | .489     | .935  |
| '14計    | OAK      | 26    | 66    | 55    | 10    | 17    | 1        | 0        | 2        | 24    | 7     | 0     | 0        | 0     | 1     | 8     | 0     | 2     | 16    | 3        | .309  | .409     | .436     | .845  |
| 2015     | TEX      | 18    | 71    | 67    | 10    | 21    | 5        | 0        | 3        | 35    | 6     | 1     | 0        | 0     | 0     | 4     | 0     | 0     | 20    | 1        | .313  | .352     | .522     | .875  |
| MLB：7年 | MLB：7年 | 278   | 933   | 827   | 110   | 199   | 42       | 2        | 33       | 344   | 111   | 6     | 2        | 0     | 5     | 83    | 2     | 18    | 275   | 14       | .241  | .322     | .416     | .738  |

### 背番号
- 22 (2009年 - 同年途中)
- 8 (2009年途中 - 同年終了)
- 88 (2010年 - 2015年)